# شهادة المفتاح العام

مُخطط يظهر مثال على استخدام المفتاح العام (المفتاح الرقمي)

شهادة المفتاح العام (بالإنجليزية: Public key certificate) أو شهادة رقمية (بالإنجليزية: digital certificate) أو شهادة هوية (بالإنجليزية: identity certificate) هو أحد مُصطلحات علم التشفير، وهي عبارة عن وَثيقة إلكترونية تستخدم لإثبات ملكية المفتاح العام، حيثُ تشمل الشَهادة معلومات عن المَفتاح وعن هوية صاحبه بالإضافة إلى التوقيع الرقمي بهدف التأكد من صِحة مضمون الشَهادة.
تُعتبر الشهادات من العناصر المُهمة في بروتوكول طبقة المنافذ الآمنة، حيثُ تَمنع المُهاجمين من انتحال صِفة موقع ويب آمن أو خادم آخر، كما تستخدم الشهادات في العديد من التطبيقات المُهمة الأخرى مِثل تشفير البريد الإلكتروني وَتوقيع التعليمات البرمجية.

## النظم المشغلة للشهادات الرقمية
يمكن صنع الشهادات الرقمية للمخدمات التي أساسها يونكس بأدوات مثل أمر أوبن إس إس إل أو سوزا gensslcert. يدير مصدر الشهادات الشهادة الرقمية سواء للحواسيب أو للمستخدمين فأي شهادة تتطلب توثيقها من مصدر الشهادة.
وبشكل شبيه في مخدمات الويندوز حيث تحتوي على مصدر الشهادة كجزء من خدمات الدليل الفعال لصنع الشهادات الرقمية. في مخدمات ويندوز 2008 ومابعد يمكن تنصيب مصدر الشهادة كجزء من خدمات الدليل الفعال. يستخدم مصدر الشهادة لإدارة ومركزة الشهادات للمستخدمين أو الحواسيب. تقدم ميكروسوفت عدد من برامج التوثيق المختلفة مثل SelfSSL.exe لصنع الشهادات غير المنظمة و Certreq.exe لصنع ورفع طلب لتوقيع الشهادة من قبل مصدر الشهادة و certutil.exe لعدد من الوظائف المرتبطة بالشهادات.
يأتي ماك أو أس ببرنامج كَيِشين (بالإنجليزية: Keychain) حيث يقدم خدمات مختلفة مرتبطة بالشهادات.

## محتويات شهادة المفتاح العام النموذجية
تَحتوي شِهادة المُفتاح العام النموذجية على:
- رقم التسلسل: يُستخدم للتعرف على الهوية بشكل خاص (فريد).
- المادة: الشخص أو الكيان المُعرف.
- خوارزمية التوقيع: الخوارزمية المُستخدمة لإنشاء التَوقيع.
- التَوقيع: التوقيع الحقيقي بعد التأكد أنه جاء من المصدر.
- المصدر: الجهة التي تحققت من المعلومات وأصدرت الشهادة.
- صالح من: تاريخ بدء صلاحية الشهادة.
- صالح إلى: تاريخ انتهاء صلاحية الشهادة.
- استخدام المِفتاح: الغرض من استعمال المفتاح العام، مِثل التشفير أو التوقيع وغيرها.
- المفتاح العام.
- خوارزمية بصمة الإبهام: الخوارزمية المستخدمة لتجزئة شهادة المفتاح العام.
- بصمة الإبهام.

## روابط خارجية
- تفاصيل شهادة المفتاح العام الخاص بويكيبيديا (Wikipedia.org).